# Villers-Farlay
Villers-Farlay – miejscowość i gmina we Francji, w regionie Burgundia-Franche-Comté, w departamencie Jura.
Według danych na rok 1990 gminę zamieszkiwały 402 osoby, a gęstość zaludnienia wynosiła 40 osób/km² (wśród 1786 gmin Franche-Comté Villers-Farlay plasuje się na 376. miejscu pod względem liczby ludności, natomiast pod względem powierzchni na miejscu 431.).